# Liljeholmen
Liljeholmen – dzielnica (stadsdel) Sztokholmu, położona w jego południowej części (Söderort) i wchodząca w skład stadsdelsområde Hägersten-Liljeholmen. Graniczy z dzielnicami Årsta, Västberga, Midsommarkransen, Aspudden, Gröndal i Södermalm.
Według danych opublikowanych przez gminę Sztokholm, 31 grudnia 2020 r. Liljeholmen liczyło 16 371 mieszkańców. Powierzchnia dzielnicy wynosi łącznie 2,16 km², z czego 0,47 km² stanowią wody.
Liljeholmen jest jedną ze stacji na czerwonej linii (T13 i T14) sztokholmskiego metra.